# Zimowy Puchar Europy w Rzutach 2001

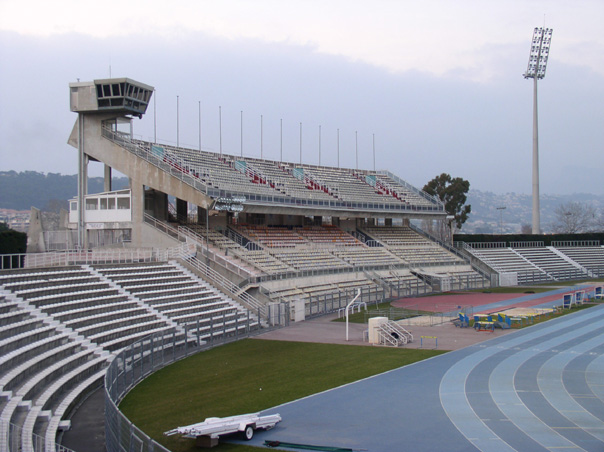
Stadion Charles'a Ehrmanna w Nicei. Miejsce zawodów.

1. Zimowy Puchar Europy w Rzutach – inauguracyjna edycja zimowego pucharu Europy została rozegrana we francuskiej Nicei. Zawody odbyły się 17 i 18 marca, a ich organizatorami byli European Athletics oraz Fédération Française d’Athlétisme. Mimo siąpiącego deszczu zawody okazały się sukcesem. W zawodach wzięli udział sportowcy z 25 europejskich krajów. Klasyfikację drużynową – w rywalizacji kobiet i mężczyzn – wygrała Rosja.

## Zwycięzcy

### Mężczyźni
| Konkurencja    | Zawodnik         | Reprezentacja | Wynik |
| -------------- | ---------------- | ------------- | ----- |
| Pchnięcie kulą | Manuel Martínez  | Hiszpania     | 20,27 |
| Rzut oszczepem | Peter Blank      | Niemcy        | 82,10 |
| Rzut młotem    | David Chassinand | Francja       | 76,54 |
| Rzut dyskiem   | Timo Tompuri     | Finlandia     | 61,79 |

### Kobiety
| Konkurencja    | Zawodnik           | Reprezentacja | Wynik |
| -------------- | ------------------ | ------------- | ----- |
| Pchnięcie kulą | Wita Pawłysz       | Ukraina       | 19,47 |
| Rzut oszczepem | Tatjana Szykolenko | Rosja         | 63,96 |
| Rzut młotem    | Olga Kuzienkowa    | Rosja         | 71,30 |
| Rzut dyskiem   | Nicoleta Grasu     | Rumunia       | 65,45 |